# Ecpeptamena esotera
Ecpeptamena esotera är en fjärilsart som beskrevs av László Anthony Gozmány. Ecpeptamena esotera ingår i släktet Ecpeptamena och familjen äkta malar. Inga underarter finns listade i Catalogue of Life.